# Parque Haller
El Parque Haller (en inglés: Haller Park) es un parque natural en Bamburi, condado de Mombasa, en la costa de Kenia. Es el resultado de la transformación de un terreno baldío en un paraíso ecológico. El parque Haller tiene una gran variedad de especies vegetales y animales que sirven como un punto importante de recreación para los turistas y lugareños. Hasta marzo de 2007 se celebró la famosa atracción de Owen y Mzee - la amistad de un hipopótamo y una tortuga.
El agua es un recurso esencial para el desarrollo de la vida vegetal en el lugar. El Agua ha jugado un papel importante en el desarrollo económico y ecológico del proyecto.